# サイクル (単位)
サイクル (cycle) またはサイクル毎秒 (cycle per second) は、周波数の単位である。1997年10月1日以降は計量法上の非法定計量単位であり、取引・証明に用いることは禁止されている。
本来は、波や振動など周期的な現象の回数を数える単位であり、無次元量として単位なしで表す。いくつかの派生単位を、単にサイクルと称する場合もある。

## サイクルまたはサイクル毎秒

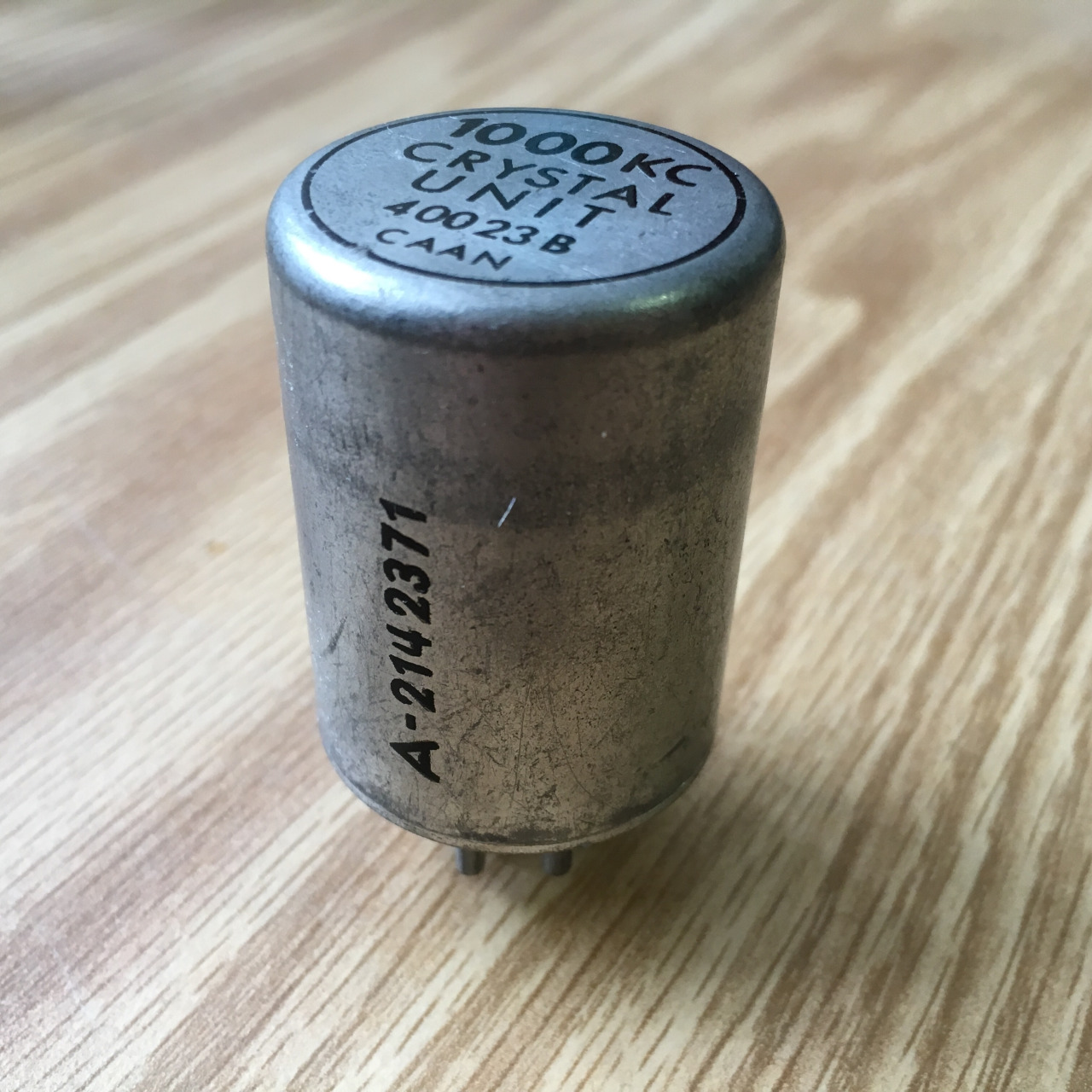
昔の水晶振動子
1000kC（＝キロサイクル）と表記されている

サイクルとサイクル毎秒は、物象の状態の量である周波数の単位としては、同一の計量単位である。
サイクルとサイクル毎秒は、1948年の第9回国際度量衡総会で提案され1960年の第11回国際度量衡総会で正式に決定されたヘルツ (Hz) に置き換えられた。1 ヘルツ = 1 サイクル = 1 サイクル毎秒 である。このことから、日本の計量法では、1997年10月1日以降は、取引・証明における使用が禁止された。
単位記号は「c、∼又はc/s」と規定されているが、「cps」や「⏦」も用いられた。cpsはカウント毎秒、キャラクター毎秒の記号としても用いられることがある。
サイクル毎分 (c/min, cpm)、サイクル毎時 (c/h, cph) もあったが、同じく非SI単位かつ非法定計量単位である。文脈によっては、これらを単にサイクルと称する場合がある。
1997年9月30日までは、派生単位として次の4単位と記号が認められていたが。計量法上はSI接頭語が付加された単位としての位置づけではなかった。これらの4単位の記号としては、「∼」を用いることはできない。
- キロサイクル又はキロサイクル毎秒（kc又はkc/s）= キロヘルツ
- メガサイクル又はメガサイクル毎秒（Mc又はMc/s）= メガヘルツ
- ギガサイクル又はギガサイクル毎秒（Gs又はGc/s）= ギガヘルツ
- テラサイクル又はテラサイクル毎秒（Tc又はTc/s）= テラヘルツ

俗な用法としてギガヘルツで動作する電子回路のはしりの時期に、キロメガサイクルの語が見られた。

## サイクル毎ミリメートル
空間周波数の単位として、サイクル毎ミリメートルを単にサイクルと称することがある。SIでは毎ミリメートル (/mm, mm−1) で表す。

## 注
1. ↑  新計量法とＳＩ化の進め方－重力単位系から国際単位系（ＳＩ）へ－ 通商産業省　SI単位等普及推進委員会、p.11、1999年3月発行
2. ↑  計量法附則第三条の計量単位等を定める政令 別表第2、項番2、計量単位の欄に「サイクル又はサイクル毎秒」とある。
3. 1 2  計量法附則第三条の計量単位の記号等を定める規則 別表、周波数の欄
4. ↑  https://cir.nii.ac.jp/crid/1572261552042804992